# Heinz-Otto Kreiss
Heinz-Otto Kreiss (Hamburgo, Reich Alemão, 14 de setembro de 1930 – Estocolmo, 16 de dezembro de 2015) foi um matemático sueco-estadunidense, que trabalhou com equações diferenciais parciais e soluções numéricas e aplicações das mesmas.
Kreiss obteve um doutorado em 1959 no Instituto Real de Tecnologia, com a tese Über die Lösung des Cauchyproblems für lineare partielle Differentialgleichungen mit Differenzengleichungen, orientado por Göran Borg. Na década de 1970 foi professor do Instituto Real de Tecnologia (onde foi a partir de 1965 o primeiro professor de análise numérica) e na década de 1980 no Caltech,onde aposentou-se. Foi também professor da Universidade da Califórnia em Los Angeles.
Apresentou uma palestra plenária no Congresso Internacional de Matemáticos em Vancouver (1974: Initial Boundary Value Problems for Hyperbolic Partial Differential Equations). Recebeu em 2002 o prêmio da Academia Nacional de Ciências dos Estados Unidos de Análise Numérica e Matemática Aplicada. Em 2003 apresentou a John von Neumann Lecture da Society for Industrial and Applied Mathematics (SIAM). Foi membro da Academia Real das Ciências da Suécia e da Academia de Artes e Ciências dos Estados Unidos.
Dentre seus doutorandos consta Björn Engquist.

## Obras
- com Jens Lorenz: Initial-boundary value problems and the Navier-Stokes equations, Academic Press 1989, SIAM 2004
- com Hedwig Ulmer Busenhart: Time-dependent partial differential equations and their numerical solution, Birkhäuser 2001
- com Bertil Gustafsson, Joseph Oliger: Time dependent problems and difference methods, Wiley 1995